# Acid Jazz Records

Logo van Acid Jazz Records

Acid Jazz Records is een Engels indie-platenlabel, dat allerlei muziek uitbrengt, zoals jazz, street-soul, funk, jazzrap, hiphop, retro-kitsch en dub. Het label werd in 1987 opgericht door diskjockey Gilles Peterson en Eddie Piller, onder meer voormalig manager van het James Taylor Quartet. Het label heeft zich altijd gericht op dansmuziek voor clubs en heeft ook zelf clubs opgericht, zoals in de wijk Hoxton. In die succesvolle club hebben onder meer Coldplay, Björk, Cornershop en Afrika Bambaataa gespeeld. 
In 1989 verliet Peterson het label en richtte het label Talkin' Loud op.
Op Acid Jazz Records is werk uitgebracht van onder meer The Brand New Heavies, Jamiroquai, Tony Christie, James Taylor Quartet, Gregory Isaacs, New Jersey Kings, Andy Lewis, Mother Earth en Ulf Sandberg. Het label is gevestigd in het noorden van Londen.